# 温特湖 (博登湖)
47°41′42″N 9°1′28″E / 47.69500°N 9.02444°E

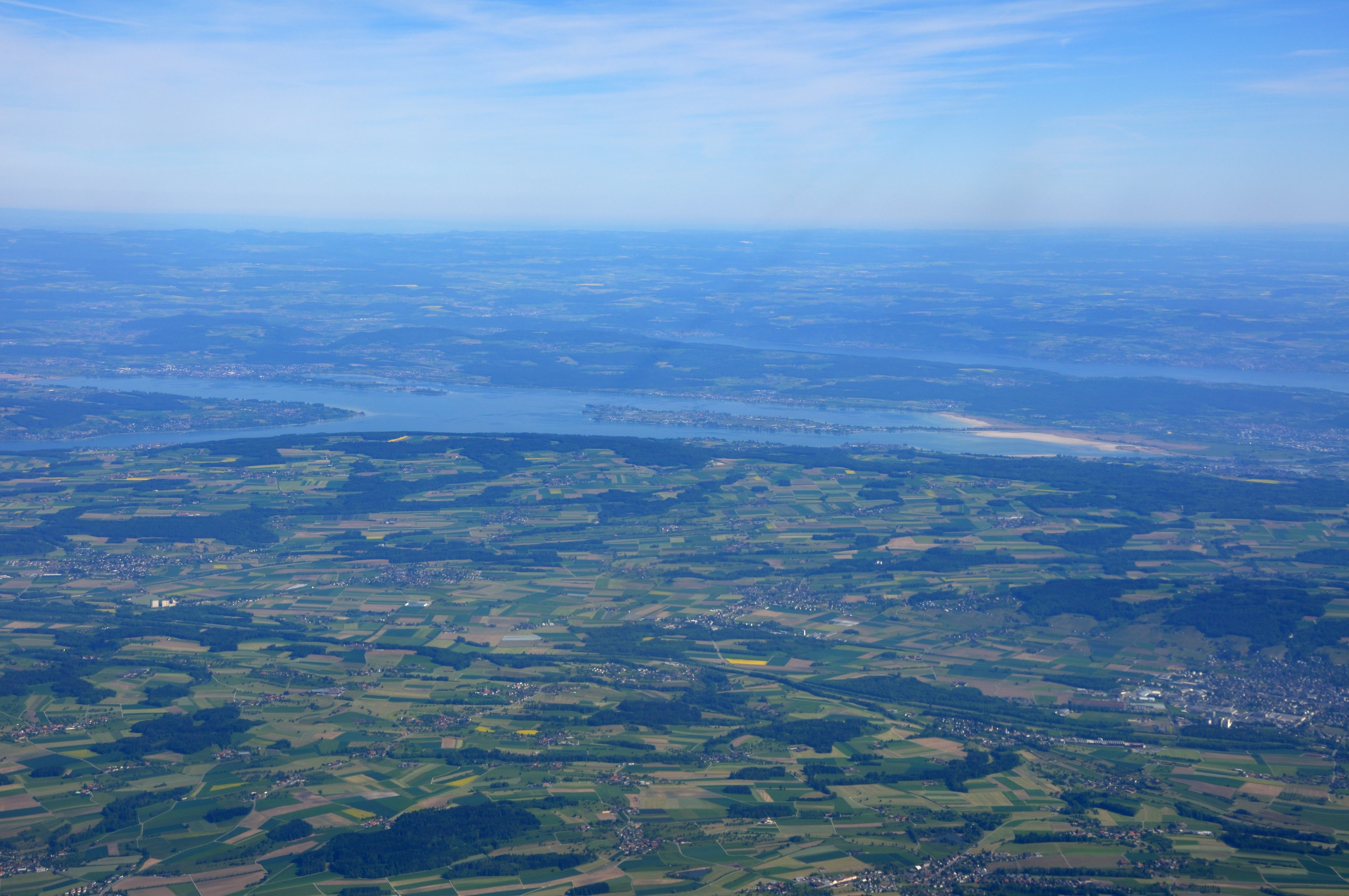

温特湖（發音：[ˈʊntɐzeː]，意为“下湖”），又称下康斯坦茨湖（英語：Lower Lake Constance），是德國巴登-符騰堡州的湖泊，位於該國西南部，面積62平方公里，海拔高度395米，平均水深13米，最大水深45米，湖岸線長度87公里。